# SC Internacional (São Paulo)
SC Internacional was een Braziliaanse voetbalclub uit de stad São Paulo.

## Geschiedenis
De club werd op 19 augustus 1899 opgericht Duitse immigranten. Onder hen was ook Hans Nobiling, die het voetbal vanuit Duitsland meenam naar de stad. Omdat hij voorheen bij SC Germania 1887 Hamburg speelde stelde hij Germânia voor als clubnaam, maar dit voorstel kreeg slechts vijf stemmen, Internacional haalde het met 15 stemmen. De misnoegde Nobiling verliet de club in september 1899 reeds en richtte SC Germânia op.
In 1902 speelde de club mee in de eerste competitie van het land, de Campeonato Paulista, die het twee keer kon winnen.
Door financiële problemen fuseerde de club in 1933 met Antárctica FC tot CA Paulista.

## Erelijst
- Campeonato Paulista

1907, 1928